# E. Everett Evans
Edgar Everett Evans (geboren am 30. November 1893 in Michigan; gestorben am 2. Dezember 1958 in Los Angeles) war ein amerikanischer Science-Fiction- und Fantasy-Fan und -Autor.

## Leben
Von Bedeutung für Science-Fiction und Fantasy war Evans zunächst vor allem durch seine Fan-Aktivitäten. Im SF-Fandom als The Grand Old Man („Der große alte Mann“) bekannt, war er Mitbegründer der National Fantasy Fan Federation (N3F). 1943 bis 1945 war er deren Vorsitzender, von 1942 bis 1945 gab er die N3F-Zeitschrift Bonfire heraus, die unter dem Titel The National Fantasy Fan bis heute erscheint.
Er war Vorsitzender der Los Angeles Science Fantasy Society, Organisator der ersten Westercon (West Coast Scienti-Fantasy Conference) in Los Angeles 1948 und aktiv in der Fantasy Amateur Press Association. Mitte der 1940er Jahre gab er das Fanzine The Timebinder heraus. Beginnend mit der Chicon 1940 fehlte er bei kaum einer der Worldcons seither.
Erst wenige Jahre vor seinem Tod begann Evans selbst Science-Fiction und Fantasy zu veröffentlichen. Eine erste Kurzgeschichte erschien 1947 in einem Fanzine, weitere folgten, die in Anthologien und Magazinen erschienen. Nach seinem Tod wurde eine Sammlung seiner makabren Fantasy-Geschichten mit einigen Würdigungen befreundeter Kollegen – darunter Ray Bradbury, Edward E. Smith und A. E. van Vogt – 1959 zusammengestellt, die 1971 unter dem Titel Food for Demons als Buch erschien.
Die beiden Romane Man of Many Minds (1953) und die Fortsetzung Alien Minds (1955) mit dem jungen Telepathen George Hanlon, der von der irdischen Regierung als Spion in fremden Welten eingesetzt wird, wurden auch ins Deutsche übersetzt.
Der an jugendliche Leser gerichtete SF-Roman The Planet Mappers über eine fremde Planeten kartografierende Familie wurde mit dem Boys’ Clubs of America Annual Award for the Most Enjoyable Book ausgezeichnet.
1976 erschien postum als Zusammenarbeit mit Edward E. Smith der Roman Masters of Space, an dem auch Evans’ Frau Thelma D. Hamm mitgearbeitet hat.
Zur Ehrung seines Andenkens wird seit 1959 alljährlich auf der Worldcon vor den Hugo Awards der Big Heart Award für verdiente Angehörige des SF-Fandoms verliehen. Er gilt als höchste Auszeichnung in diesem Bereich.

## Bibliographie
Romane
- Man of Many Minds (George Hanlon #1, 1953)
  - Deutsch: Gefahr von Simonides IV. Gebrüder Zimmermann (Widukind Utopia-Spitzenklasse #257), 1960. Auch als: Moewig (Terra #184), 1961.
- Alien Minds (George Hanlon #2, 1955)
  - Deutsch: Kampf der Telepathen. Moewig (Terra #190), 1961.
- The Planet Mappers (1955)
- Stairway Into Mars (1955)
- Masters of Space (mit Edward E. Smith, 1976)

Sammlung
- Food for Demons (1971)

Kurzgeschichten
- Perfection (1947)
- Guaranteed (1947)
- Blurb (1948)
- The Undead Die (1948)
  - Deutsch: Die Todlosen sterben. In: Michel Parry (Hrsg.): Draculas Rivalen. Pabel (Vampir Taschenbuch #70), 1979.
- Food for Demons (1949)
- The Brooch (1949)
- The Martian and the Vampire (1950)
- Flame Birds of Angala (1951)
- The Unusual Model (1951)
- Was Not Spoken (1952)
- The Seamstress (1952)
- Sa’antha (1952)
- The Shed (1953)
- Best Man (1953)
- Jhn’ah Ohr (1953)
- Visitor from Kos (1953)
- Gateway to Yamarra (1953)
- Dominant Species (1953)
- Time Travail (1954)
- Fly by Night (1954)
- Time to Retire (1954)
- Quiz Kid (1954)
- Insomnia Cure (1954)
- Operation Almost (1971)
- The Sun Shines Bright (1971)